# Sylvietta
Sylvietta es un género de aves paseriformes perteneciente a la familia Macrosphenidae. Sus miembros son denominados comúnmente crombecs. Anteriormente se clasificaban en la familia parafilética Sylviidae, ahora se considera que pertenecen a una familia recientemente reconocida que solo se encuentra en África, Macrosphenidae.

## Especies
El género contiene las siguientes especies:
- Sylvietta virens – crombec verde;
- Sylvietta denti – crombec ventrilimón;
- Sylvietta leucophrys – crombec cejiblanco;
- Sylvietta brachyura – crombec norteño;
- Sylvietta philippae – crombec piquicorto;
- Sylvietta ruficapilla – crombec orejirrufo;
- Sylvietta whytii – crombec carirrojo;
- Sylvietta isabellina – crombec isabelino;
- Sylvietta rufescens – crombec piquilargo.